# Vätterledens Invest AB
Vätterledens Invest AB är en industriföretagsgrupp och ett investeringsföretag med säte i Göteborg, som grundades av Nils-Olov Jönsson 1969.
Industriverksamheten började 1985 med ett förvärv av Traryd Fönster i Traryd och av fönterbeslagstillverkaren Steelform AB i Lammhult. Idag äger Vätterledens Invest Ab bland andra Euroform i Tranås, en tillverkare av komponenter i polymerer, husvagnstillverkaren Hobby i Tenhult och väskformgivningsföretaget Libro Fashion Works i Göteborg samt belysningsföretagen Markslöjd Lighting Group i Skene och Nokalux i Töcksfors.
Det kontrollerar också bland annat en femtedel av aktierna i Gunnebo Industrier och har också ett långsiktigt innehav i Kopparbergs Bryggeri AB sedan 2002. 
Företaget ägs av familjen Jönsson. Koncernchef är Nils-Olov Jönssons son Mikael Jönsson.

## GIA Industri AB
Vätterleden köpte 1994 gruvmaskintillverkaren GIA Industri AB i Grängesberg, som grundades 1884. Företagets huvuddel såldes till Atlas Copco 2011.